# Barbara Pym
Barbara Mary Crampton Pym (2. juni 1913 – 11. januar 1980) var en britisk forfatter.

## Udvalgt bibliografi
- Excellent Women (1952)
- Jane and Prudence (1953)
- Quartet in Autumn (1977)
- The Sweet Dove Died (1978)

## Ekstern henvisning
- Barbara Pym-selskabets hjemmeside (på engelsk)